# Movimento Achém Livre

A bandeira do movimento

O Movimento Achém Livre (em indonésio: Gerakan Aceh Merdeka ou simplesmente GAM), também conhecido como a Frente Nacional de Libertação de Aceh Sumatra (ASNLF), foi um grupo de separatistas que buscam a independência para a região de Achém, Sumatra, da Indonésia. O Movimento Achém Livre lutou contra as forças do governo da Indonésia em Achém, a insurgência de 1976–2005, custando mais de 15.000 vidas. A organização abandonou suas atividades separatistas e dissolveu seu braço armado depois de 2005 com um acordo de paz com o Governo indonésio.